# فرانسه در سده نوزدهم
تاریخ فرانسه در سده نوزدهم میلادی را از سال ۱۷۸۹ تا ۱۹۱۴ (سده ۱۹ طولانی) فرض می‌کنند. این دوره بین دو رویداد بزرگ در تاریخ فرانسه و جهان که عبارت‌اند از انقلاب فرانسه و آغاز جنگ جهانی اول قرار دارد. از میان رویدادهای مهم این دوره می‌توان به این موارد اشاره کرد: امپراتوری اول، دوره بازگشت تحت حاکمیت لوئی هجدهم و شارل دهم (۱۸۳۰-۱۸۱۴)، سلطنت ژوئیه تحت حاکمیت لوئی فیلیپ دورلئان (۱۸۴۸-۱۸۳۰)، جمهوری دوم (۱۸۵۲-۱۸۴۸)، امپراتوری دوم تحت حاکمیت ناپلئون سوم (۱۸۷۱-۱۸۵۲)، دهه‌های اول جمهوری سوم (۱۹۴۰-۱۸۷۱).

## فرانسه و فرانسوی در سده ۱۹ میلادی

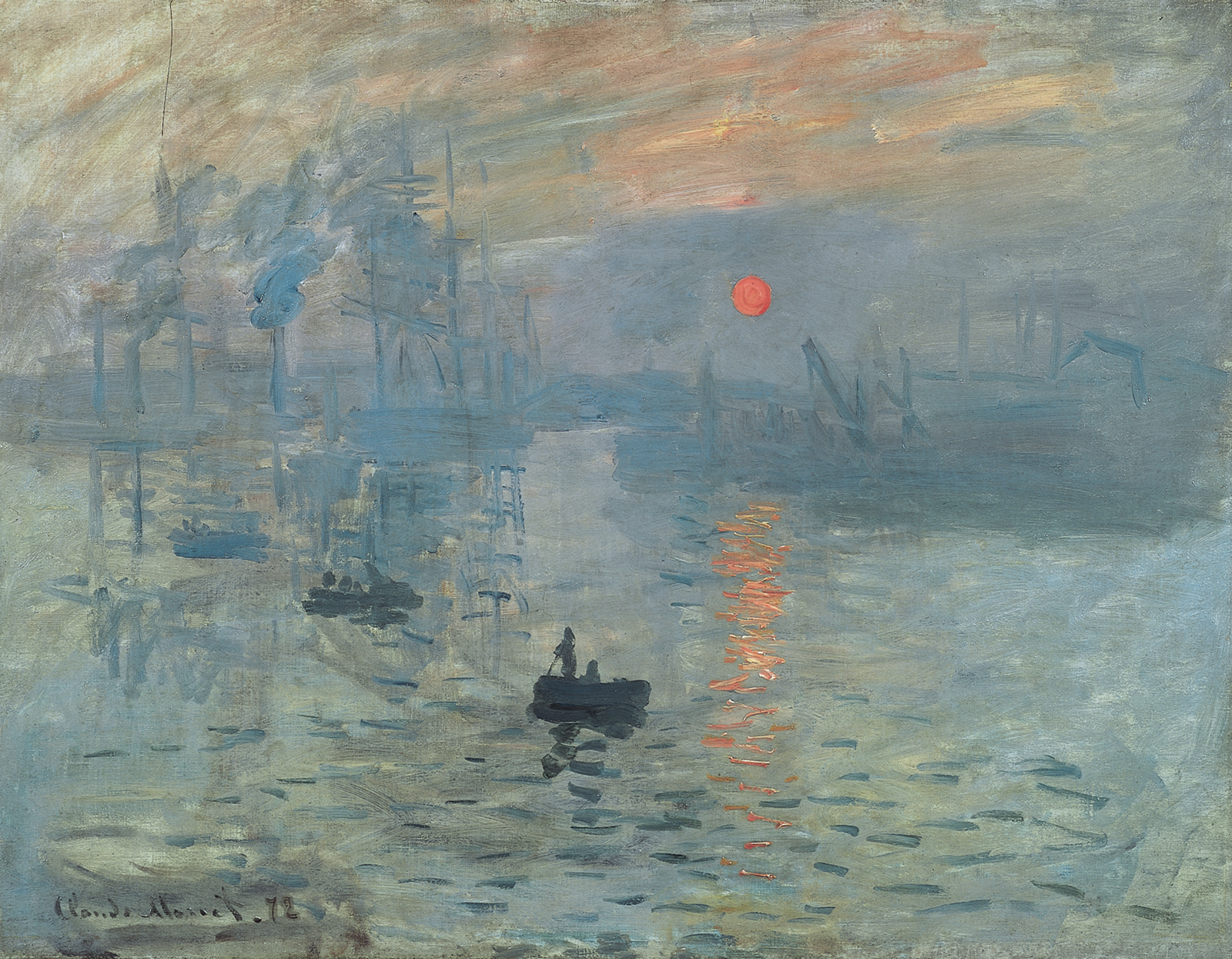
خورشید در حال طلوع، کلود مونه، اثری امپرسیونیستی از قزن 19

### جغرافیا
وسعت فرانسه در زمان انقلاب، تقریباً به اندازهٔ امروزیش گسترش پیدا کرده بود. این گسترش در سده نوزدهم با ضمیمه‌کردن دوک‌نشین ساووی و شهر نیس (ابتدا در زمان امپراتوری اول و سپس در سال ۱۸۶۰ به طور کامل) و چند قلمرو پاپی (مانند آوینیون) و چند سرزمین خارجی دیگر کامل شد. محدودهٔ سرزمین فرانسه در زمان امپراتوری و از طریق پیروزی‌های نظامی ناپلئون بناپارت و سازمان‌دهی مجدد اروپا بسیار وسعت پیدا کرد ولی این روند با تشکیل کنگرهٔ وین برعکس شد. فرانسه در سال ۱۸۳۰ به الجزایر یورش برد و این کشور واقع در آفریقای شمالی در سال ۱۸۴۸ به طور کامل به عنوان یکی از بخش‌های فرانسه در آمده بود. شکست فرانسه در جنگ فرانسه و پروس در سال ۱۸۷۰ موجب از دست دادن استان‌های آلزاس و بخش‌هایی از لورن شد. این استان‌های از دست رفته در پایان جنگ جهانی اول بار دیگر به خاک فرانسه پیوستند. 
فرانسه در پایان سده نوزدهم میلادی، در کنار اشغال و ضمیمه‌سازی خاک الجزایر، برنامهٔ کلان امپریالیسم ماورابحری خود را آغاز کرد و با این کار در مسیر مستقیم منافع بریتانیا قرار گرفت. از میان مناطق مورد تعرض فرانسه می‌توان به هندوچین فرانسه (کامبوج و ویتنام و لائوس امروزی) و آفریقا (بسیاری از مناطق شمال غربی و مرکز آفریقا) اشاره کرد.

### جمعیت
سرزمین مادر فرانسه (بدون مستعمراتش) در فاصلهٔ بین سال‌های ۱۷۹۵ تا ۱۸۶۶ پس از روسیه دومین کشور پرجمعیت اروپا و چهارمین کشور پرجمعیت جهان (پس از چین، هند و روسیه) به شمار می‌رفت؛ در فاصلهٔ بین ۱۸۶۶ تا ۱۹۱۱ سومین کشور اروپا پس از روسیه و آلمان بود؛ فرانسه بر خلاف دیگر کشورهای اروپا شاهد رشد جمعیت چشمگیری در میانهٔ سده ۱۹ تا اوایل سده ۲۰ نبود. جمعیت فرانسه را در سال ۱۷۸۹ به میزان ۲۸ میلیون نفر تخمین می‌زنند؛ این مقدار در سال ۱۸۵۰ به ۳۶ میلیون و در سال ۱۸۸۰ به ۳۹ میلیون نفر افزایش یافت.
رشد جمعیت تا سال ۱۸۵۰ بیشتر در حومهٔ شهرها بود ولی روند اسکان در شهرها تحت حاکمیت امپراتوری دوم بسیار تند شد. روند صنعتی‌سازی فرانسه بر خلاف انگلستان بسیار دیر آغاز شد. جنگ‌های ناپلئونی روند صنعتی‌سازی فرانسه را در دههٔ ۱۸۳۰ به تأخیر انداخته بود و اقتصاد (صنعت آهن محدود، منابع توسعه‌نیافتهٔ زغال سنگ و جمعیت کلان روستایی) به اندازهٔ کافی پیشرفت نکرده بود تا بتواند هرگونه توسعهٔ صنعتی را نوید دهد. حمل و نقل ریلی فرانسه با دیرکرد زیاد در دههٔ ۱۸۳۰ آغاز به کار کرد و یک دهه طول کشید تا واقعاً پیشرفت کند. با وقوع انقلاب ۱۸۴۸، نیروی کار صنعتی روبه رشدی شروع به مشارکت بالا در سیاست فرانسه کرد ولی تمام امید آنها با آغاز امپراتوری دوم از بین رفت. از دست رفتن استان‌های مهم آلزاس و لورن که جزو مناطق مهم تولید زغال سنگ، فولاد و شیشه بودند ضربهٔ دیگری به روند صنعتی‌سازی فرانسه وارد ساختند. جمعیت کارگران صنعتی از ۲۳٪ در سال ۱۸۷۰ به ۳۹٪ در سال ۱۹۱۴ رسید. با این حال فرانسه به صورت جامعه‌ای به شدت روستایی ماند و همینطور هم وارد سده بیستم شد (بیش از ۴۰٪ جمعیت هنوز کشاورز مانده بودند).
فرانسه در سده ۱۹، کشوری مهاجرپذیر بود که پناهندگان سیاسی اروپای شرقی (آلمان، لهستان، مجارستان، روسیه، یهودیان اشکنازی) و حوزهٔ مدیترانه (ایتالیا، اسپانیا، یهودیان سفاردی، یهودیان میزراهی شمال آفریقا) را به خود جذب می‌کرد.
فرانسه اولین کشور در اروپا بود که جمعیت یهودیان را در طول انقلاب از زیر فشار آزاد کرد. در سال ۱۸۷۲ تعداد ۸۶،۰۰۰ نفر یهودی در فرانسه زندگی می‌کردند که این تعداد در سال ۱۹۴۵ به ۳۰۰،۰۰۰ نفر رسید. بسیاری از آنها جزو جامعهٔ فرانسه شده بودند (یا تلاش می‌کردند که بشوند). هر چند که ماجرای دریفوس باعث می‌شد تا در بعضی طبقات جامعهٔ فرانسه عقاید ضدیهودی نمود بیشتری پیدا کند.
با از دست رفتن استان‌های آلزاس و لورن، ۵۰۰۰ پناهندهٔ فرانسوی از این مناطق در دهه‌های ۱۸۷۰ و ۱۸۸۰ به الجزایر پناهده شدند. در سال ۱۸۸۹، اروپایی‌های غیر فرانسوی ساکن در الجزایر توانستند تابعیت فرانسوی بگیرند (عرب‌ها تا سال ۱۹۴۷ هیچ‌گونه حق سیاسی نداشتند).

### زبان
فرانسه از نظر زبانی بسیار از هم‌گسیخته بود. در سال ۱۷۹۰ به احتمال زیاد ۵۰٪ جمعیت فرانسه قادر به سخن گفتن و نوشتن به زبان فرانسوی نبودند. نیمهٔ جنوبی کشور همچنان به یکی از زبان‌های اوکسیتان (مانند پروانسال) سخن می‌گفتند و دیگر ساکنین هم به زبان‌های برتون، کاتالان، باسکی، فلاندری، فرانکو پروانسال، آلساتی و کرسی سخن می‌گفتند. روستاییان شمال فرانسه به لهجه‌های محلی گونه‌های لانگ دوئیل سخن می‌گفتند. فرانسه بالاخره در پایان سدهٔ ۱۹ به اتحاد زبانی رسید که این در نتیجهٔ سیاست‌های آموزشی ژول فری در طول حاکمیت جمهوری سوم فرانسه بود. جمعیت بی‌سواد این کشور از ۳۳٪ در سال ۱۸۷۰ به حدی کاهش یافت که در سال ۱۹۱۴ تقریباً همهٔ فرانسوی‌ها قادر به خواندن و درک زبان ملی بودند. هر چند که ۵۰٪ جمعیت هنوز می‌توانستند زبان‌های فرانسوی محلی را هم بفهمند و درک کنند. امروزه این مقدار به ۱۰٪ رسیده است.